# Лиса-Гура (Пулавський повіт)
Лиса-Гура (пол. Łysa Góra) — село в Польщі, у гміні Баранів Пулавського повіту Люблінського воєводства.
Населення — 76 осіб (2011).
У 1975-1998 роках село належало до Люблінського воєводства.

## Демографія
Демографічна структура станом на 31 березня 2011 року:
|          | Загалом | Допрацездатний вік | Працездатний вік | Постпрацездатний вік |
| -------- | ------- | ------------------ | ---------------- | -------------------- |
| Чоловіки | 30      | 2                  | 22               | 6                    |
| Жінки    | 46      | 13                 | 20               | 13                   |
| Разом    | 76      | 15                 | 42               | 19                   |